# Eliseo Grenet
Eliseo Grenet (12 juin 1893 à La Havane - 4 novembre 1950 à La Havane) est un pianiste et compositeur cubain. Il est apprécié des pays d'Amérique du Sud pour ses rythmes créoles.

## Biographie
Eliseo Grenet a deux frères, musiciens et compositeurs : Emilio dit « Neno » (1901-1941) et Ernesto (1908-1981). Emilio est devenu compositeur lorsqu'un requin l'a attaqué et l'a blessé au bras et à la jambe en 1930. Ernesto était batteur et chef de l'orchestre Tropicana.
À cinq ans, Eliseo étudie déjà le piano; à neuf ans, il présente sa revue musicale La geografía física dans une fête scolaire et à treize ans, il joue du piano dans le cinéma muet La Caricatura. À seize ans il dirige l'orchestre Politeama Habanero.
En 1926, il parcourt l’île à la tête de l'orchestre de la Compania Arquímedes Pous avant une tournée dans plusieurs pays d'Amérique. 
En 1936, à New York, il participe à la promotion de la musique cubaine et notamment la conga. Il est accompagné du couple de danseurs Carmita Ortiz et Julio Richard. La première présentation a été faite le 14 mai comme en 1936 au Steinway Building  sur la 57eme rue,. 
En 1948, il obtient le premier prix du concours de chansons cubaines avec El Sitierito.
Il a composé la musique de films tels Escándalo de estrellas, Conga bar, Estampas coloniales, Milonga de arrabal ainsi que d'œuvres théâtrales comme Niña Rita, La canción del mendigo, Bohemia, Como las golondrinas, La virgen morena, El submarino cubano et un poème de Nicolás Guillén, Motivos de son.
De son œuvre, on retient les danzóns La Mora, Si me pides el pescao, Si muero en la carretera, Papá Montero mais aussi les chansons Las perlas de tu boca, Tabaco verde, Lamento esclavo et Ay! Mamá Inés.
Il est décédé à La Havane le 4 novembre 1950. Lors de ses funérailles, la Fanfare municipale de La Havane, dirigée par le maestro Gonzalo Roig a interprété son célèbre Lamento cubano, une composition qui lui a valu l'exil pendant les années de la dictature de Gerardo Machado,.

## Compositions
Grenet a écrit, arrangé et parfois dirigé de la musique pour des magazines de musique et enregistré pour Columbia Records et Brunswick Records. Son style a fortement influencé la musique afro-cubaine de l'entre-deux-guerres.

### Musiques de film
- La Princesa Tam-tam, avec Joséphine Baker (París).
- Escándalo de estrellas
- Conga bar
- Estampas coloniales, avec Miguelito Valdés, México.
- Milonga de arrabal, Buenos Aires.
- Noches cubanas, New York.
- Susana tiene un secreto, Barcelone.

### Zarzuelas
Grenet a écrit de la musique pour zarzuelas et d'autres œuvres pour le théâtre musical.
- La toma de Veracruz, première en 1914 au Teatro Alhambra de La Havane.
- Bohemia
- Como las golondrinas
- El mendigo
- El santo del hacendado
- El submarino cubano
- El tabaquero (libreto:  Arquímedes Pous).
- La camagüeyana (1935).
- La virgen morena (livret:  Aurelio Riancho).
- Mi peregrina maldita
- La Niña Rita, o La Habana en 1830, avec Ernesto Lecuona.

### Chansons
Grenet a écrit de nombreuses chansons populaires parmi lesquelles nous citerons - Drume Negrita, Las perlas de tu boca, El sitierito, Lamento esclavo, Tabaco verde, La comparsa de los congos, La mora, México, La princesa tam-tam, Papá Montero, Rica pulpa, Mi vida es cantar, Lamento cubano, Negro bembón, Tu no sabe inglé, Sóngoro cosongo y el clásico ¡Ay Mamá Inés!